# برج کل حسین
برج کل حسین مربوط به دوره قاجار است و در راور، خیابان امام رضا، کوچه ۲۹ واقع شده و این اثر در تاریخ ۲ مرداد ۱۳۸۷ با شمارهٔ ثبت ۲۳۱۳۰ به‌عنوان یکی از آثار ملی ایران به ثبت رسیده است.